# أوردة رقبية مستعرضة
الأَورِدَةُ الرَّقَبِيَّةُ المُسْتَعْرِضَة (بالإنجليزية: Transverse cervical veins)‏، هي الأوردة التي تعبر عبر الرقبة.